# Grojo
Eduardo Giménez Rojo, més conegut com a Eduardo Grojo o senzillament Grojo és un director de cinema hispano-argentí nascut a Madrid. És llicenciat en ciències de la informació i membre de l'Acadèmia de les Arts i les Ciències Cinematogràfiques d'Espanya des de 1997.
Va començar a destacar com a realitzador de curtmetratges quan el 1996 va dirigir amb Jorge Sánchez-Cabezudo La gotera, que va ser nominat al Goya al millor curtmetratge de ficciói al Festival Internacional de Cinema Fantàstic de Sitges i guanyà el premi especial del jurat al Festival Internacional de Cinema Fantàstic de Brussel·les. El 1999 va rodar el curtmetratge El topo y el hada, que fou seleccionat al 49è Festival Internacional de Cinema de Berlín. Durant molts anys va treballar al sector de la publicitat audiovisual per a les agències Tapsa, Grey, Publicis, Leo Burnett, J Walter Thomson, Saatchi & Saatch, i per les empreses Mitsubishi, Play Station, Procter & Gamble o Antena 3 TV.
El 2006 va realitzar el seu primer llargmetratge, La lluna en un cove (amb participació de TV3) protagonitzat per Edu Soto, Bárbara Goenaga i Federico Luppi El 2017 va rodar el seu següent curtmetratge, La invitada, història d'un llop de mar que captura una sirena.